# Rafka
Rafka je žensko osebno ime.

## Izvor imena
Ime Rafka je skrajšana oblika imena Rafaela.

## Pogostost imena
Po podatkih Statističnega urada Republike Slovenije na dan 31. decembra 2007 v Sloveniji ni bilo ženskih oseb z imenom Rafka ali pa je bilo število nosilk tega imena manjše od: 5.

## Osebni praznik
Osebe z imenom Rafka lahko godujejo takrat kot osebe z imenom Rafaela.